# Martin Fay
Martin Fay (Dublin, 19 september 1936 - aldaar, 14 november 2012) was een Ierse violist.
Martin werd geïnspireerd tot het vioolspel nadat hij een film over Paganini had gezien. Hij leerde het spel op de klassieke manier bij de Dublin Municipal School of Music, maar zijn hart trok naar de traditionele muziek. Aan het eind van de vijftiger jaren van de vorige eeuw speelde Martin in een orkest in het Abbey Theatre en maakte daar kennis met Seán Ó Riada die hem uitnodigde te komen spelen in zijn orkest Ceoltóirí Chualann. Daar maakte hij ook kennis met Paddy Moloney en werd een van de mede-oprichters van de befaamde folkband The Chieftains. Martin was tot zijn dood nog steeds bij de band betrokken, maar had besloten zijn optredens tot Ierland te beperken.

## Discografie
Seán Ó Ríada and Ceoltóirí Cualann Albums
- The Playboy of the Western World - 1961
- Reacaireacht an Riadaigh - 1963/2001
- Ceol Na uAsal Music of the Nobles - 1970/2001 [bron?]
- Ding Dong - 1967/2002
- Ó Ríada sa Gaiety le Seán Ó - 1970/1988
- Ó Ríada - 1971/1996

Andere albums en video
- Playboy of the Western World, 1963 (video)
- Battle of Aughrim - read by Richard Murphy and music by Seán Ó Ríada and Ceoltóirí Cualann 1968
- Carolan's Receipt, Volume 1 - 1975
- Legends of Ireland - 1998
- Further Down the Old Plank Road - 2003

Voor Martins albums met The Chieftains zie aldaar van album no.1 tot Wide World Over
- International Standard Name Identifier: 0000 0001 3252 347X
- Library of Congress Control Number: nr94022554
- MusicBrainz: 649d59f6-6fce-4ac1-b508-70c69b1748e7
- Virtual International Authority File: 83149294352180522056